# Euphyia congregata
Euphyia congregata là một loài bướm đêm trong họ Geometridae.